# Yeshwantrao Ghorpade
Yeshwantrao Ghorpade (Sandur, 13 novembre 1908 – Sandur, 11 ottobre 1996) è stato un principe indiano.
Fu Raja di Sandur dal 1928 al 1949.

## Biografia

### I primi anni
Yeshwantrao nacque il 13 novembre 1908, figlio di Bhujangrao Yeshwantrao Raje Ghorpade, jagirdar (feudatario) di Gajendragad, e di sua moglie, la principessa Tarabai Sahib Ghorpade. Yeshwantrao studiò alla Baldwin High School di Bangalore e poi all'Holkar College di Indore, laureandosi infine all'Università di Allahabad. Il 5 maggio 1928, succedette a suo cugino Venkata Rao III nel ruolo di raja di Sandur e vi venne formalmente incoronato il 20 giugno di quello stesso anno.

### Il regno
Yeshwantrao, data la sua giovane età, venne sottoposto ad un consiglio di reggenza che governò per lui lo stato sino al 5 febbraio 1930 quando poté assumere i pieni poteri. Il regno di Yeshwantrao venne contraddistinto in gran parte da riforme amministrative e sociali e dai suoi sforzi per la tutela della fauna locale. Yeshwantrao prese la coraggiosa decisione di abolire la casta degli intoccabili ed aprì i cancelli dei templi indù del suo regno a tutte le caste con una legge apposita nel 1932. Nel 1931 fece nascere il primo parlamento statale.
Il famoso scrittore e conservatore della fauna Madhavaiah Krishnan fu impiegato alla sua corte e risultò fondamentale per attuare i piani del raja. Dopo l'indipendenza dell'India nel 1947, lo stato venne incluso nel Dominion dell'India. Il raja, che perse il proprio trono, venne nominato vicepresidente dell'Expert Committee of Wildlife Conservation in India.